# Szigliget
Szigliget [ˈsiɡliɡɛt] ist eine Gemeinde am nördlichen Ufer des Plattensees im Komitat Veszprém in Ungarn.

## Geographische Lage
Szigliget liegt in Transdanubien am Ufer des Balaton. Die Gemeinde befindet sich 18 km östlich von Keszthely und 10 km westlich von Badacsony. Das Dorf liegt auf einer Halbinsel, die von zahllosen vulkanischen Hügeln umgeben ist. Die Halbinsel war vor langer Zeit eine Insel und nur mit dem Boot erreichbar. Im neunzehnten Jahrhundert wurde in Ungarn in Mitteltransdanubien eine wichtige Wasserregulierung durchgeführt, bei der der Balaton entwässert und infolgedessen die Insel Szigliget eine Halbinsel wurde.

## Geschichte
Wegen der geschützten und geschlossenen Lage des Dorfes haben sich hier schon vor langer Zeit Menschen angesiedelt. Archäologische Funde weisen darauf hin, dass dieses Gebiet schon in der Steinzeit und in der Bronzezeit bewohnt war. Keltische, römische und awarische Grabfunde beweisen die konstante Anwesenheit des Menschen in diesem Gebiet. Außerdem hat Szigliget eine mittelalterliche Burgruine, die auf einem 239 Meter hohen Berg thront.

## Städtepartnerschaften
- Obernzell, Deutschland (seit 2005)

## Galerie

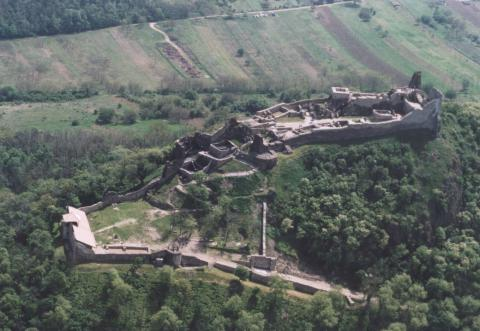
Burgruine Szigliget
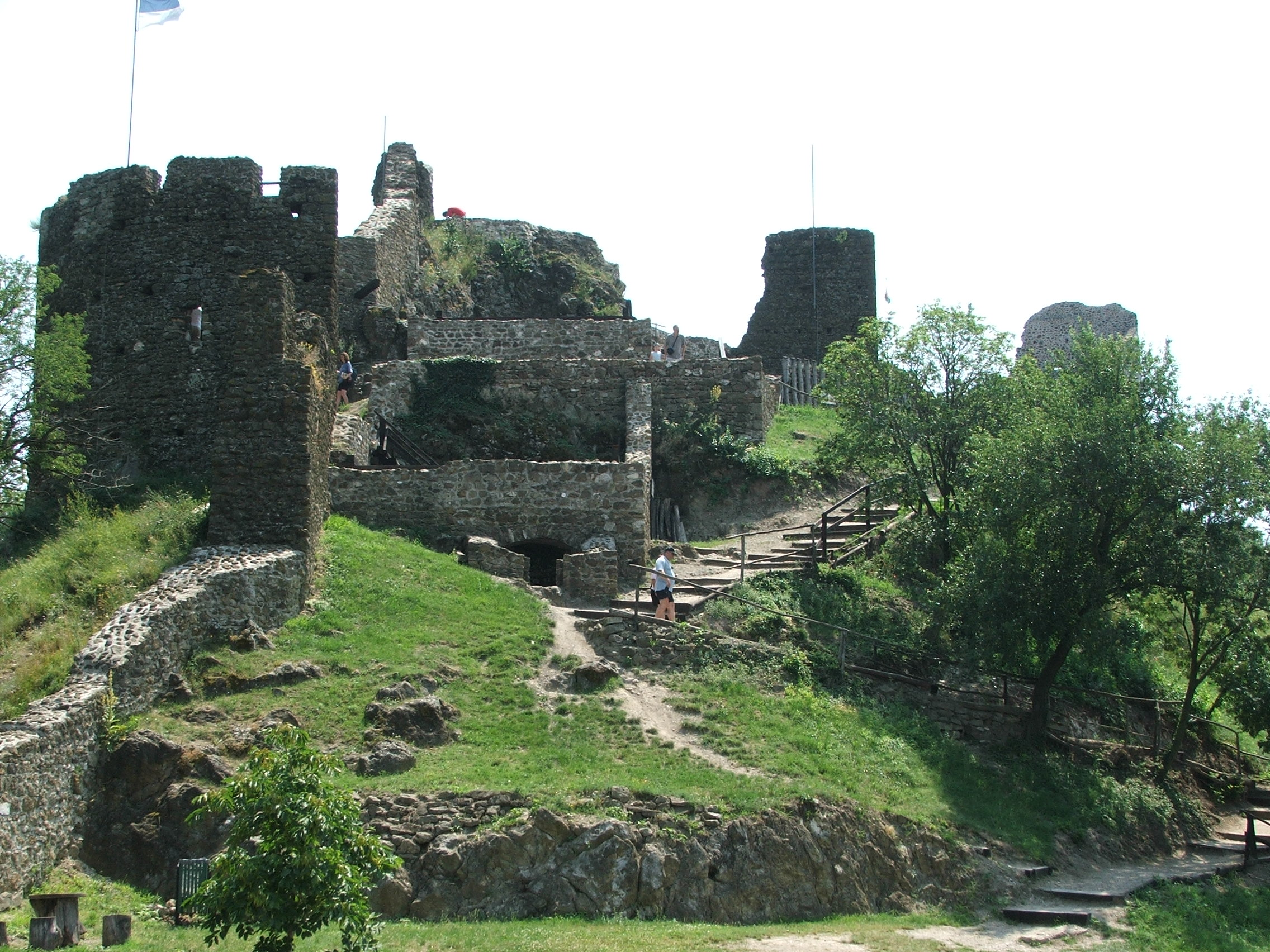
Burgruine Szigliget
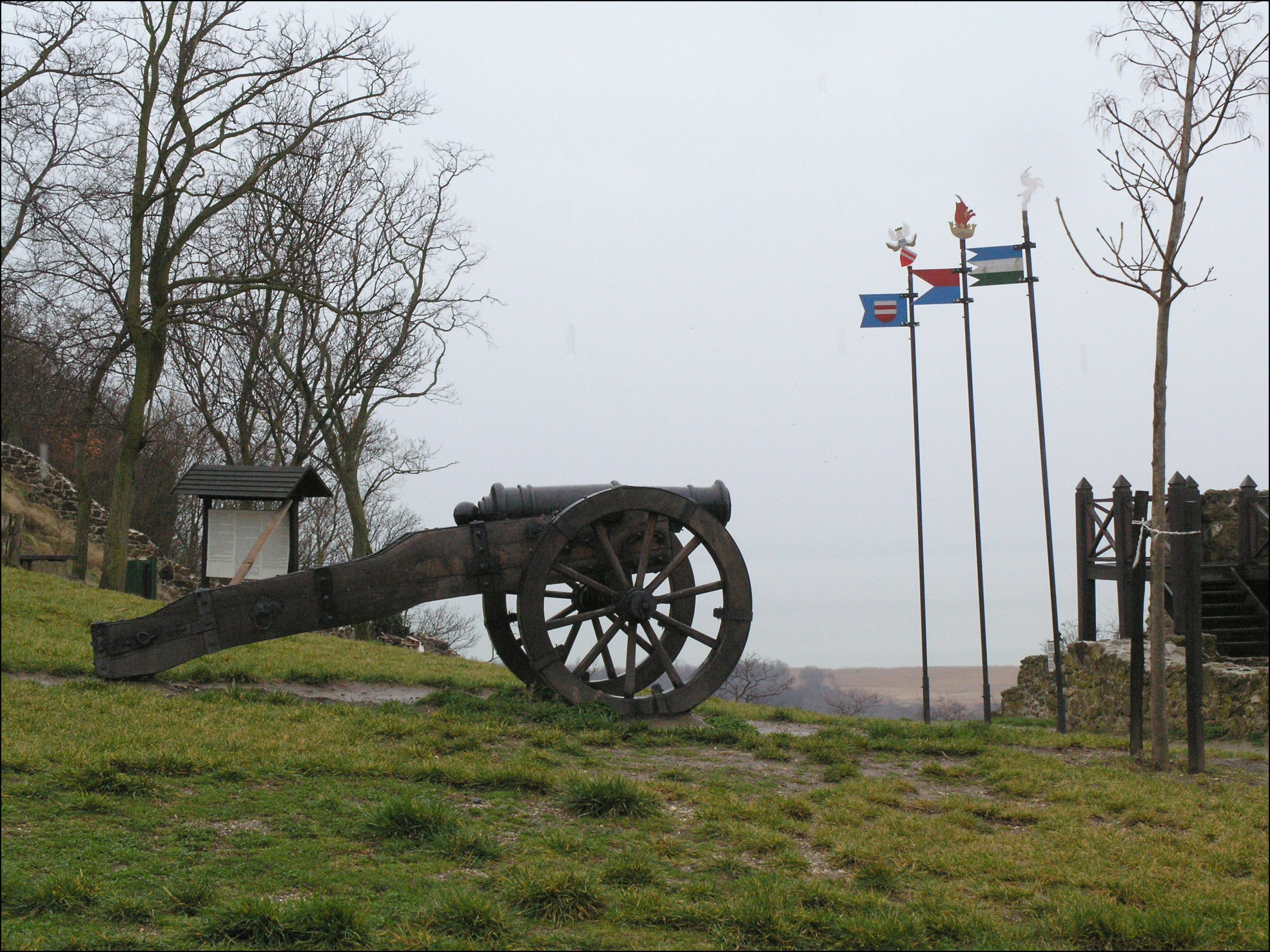
Geschütz auf der Burgruine Szigliget
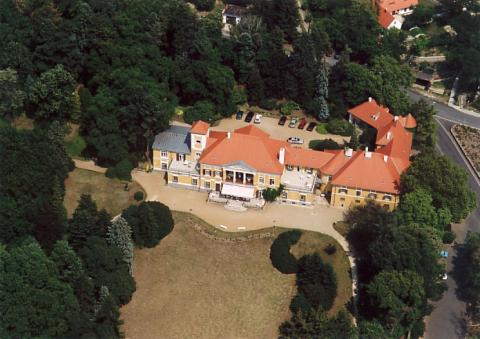
Schloss Esterházy, ehemaliges Schloss der Esterházy, heute Schriftstellerheim
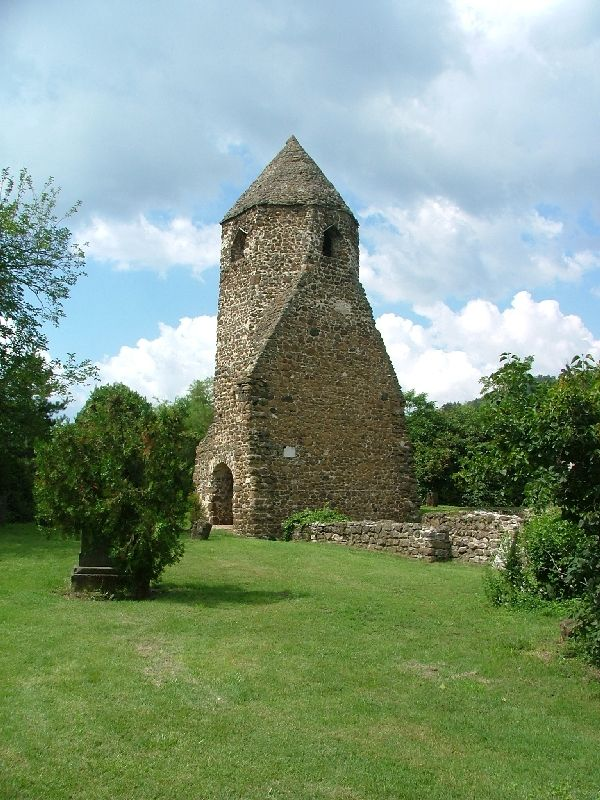
Ruine der Kirche von Avas (13. Jhd.)